# Wihtware

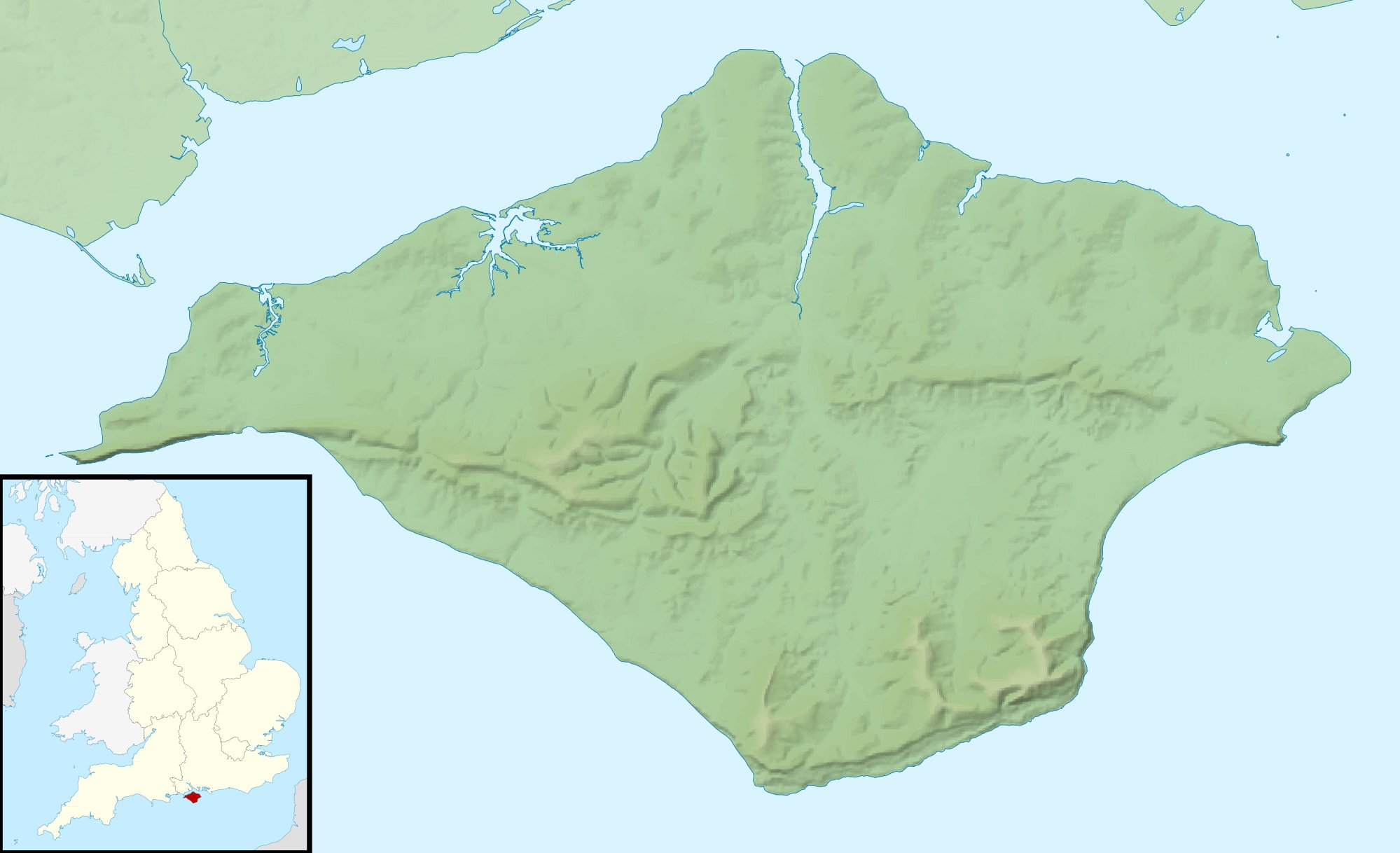
L'île de Wight.

Les Wihtgara, Wihtwara ou Wihtware sont un peuple anglo-saxon qui occupe l'île de Wight. Ils sont mentionnés dans le Tribal Hidage avec un territoire de 600 hides, mais Bède le Vénérable leur attribue 1 200 foyers, soit une superficie double. Ils sont absorbés au sein du royaume de Wessex dès la fin du VIIe siècle.

## Origines

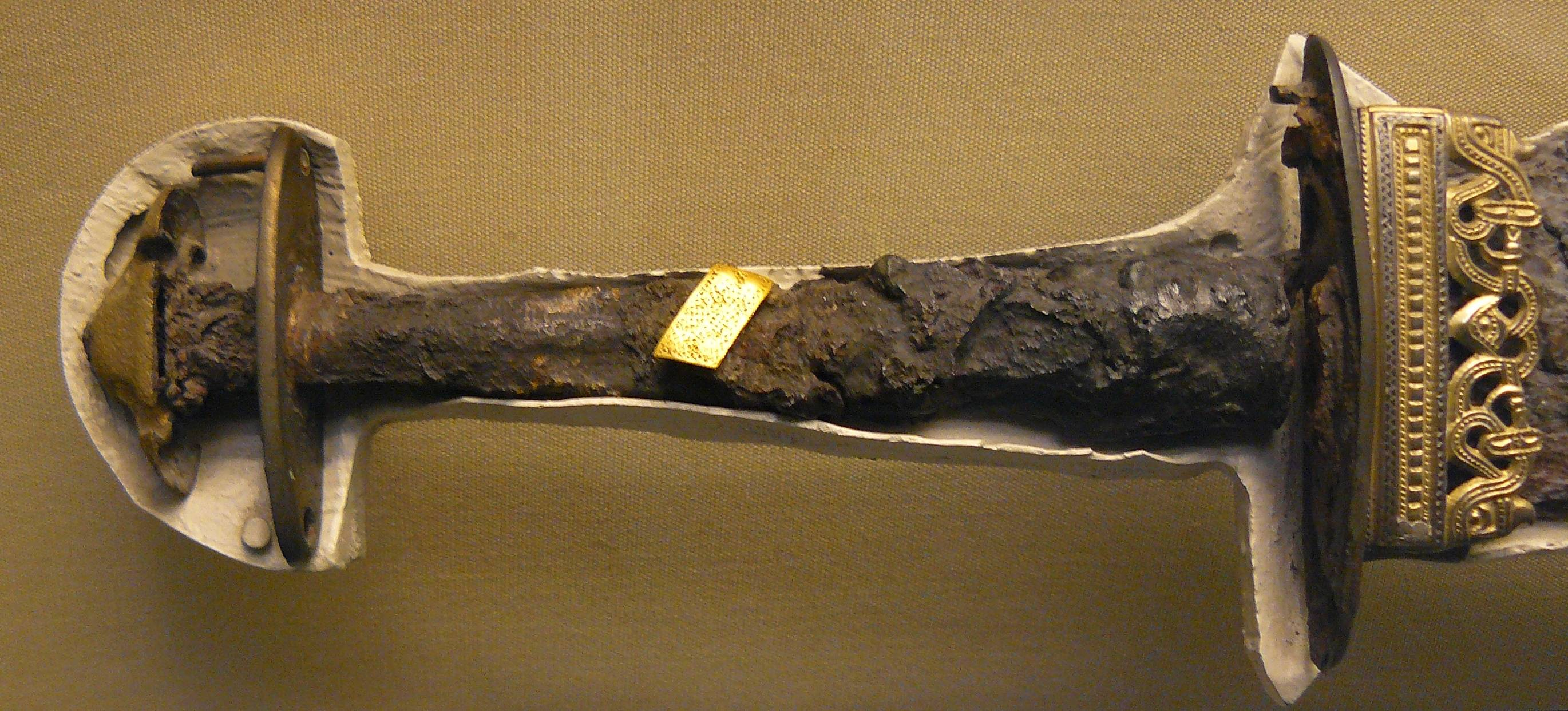
Spatha anglo-saxonne du VIe siècle retrouvée dans une tombe à Chessel Down.

D'après la Chronique anglo-saxonne, les Saxons de l'Ouest arrivent en Grande-Bretagne en 514. Leurs chefs Cerdic et Cynric s'emparent de l'île de Wight en 530 et la cèdent à leurs neveux Stuf et Wihtgar en 534. Wihtgar, mort en 544 et inhumé à Wihtgarabyrg (l'actuel château de Carisbrooke), serait ainsi le fondateur éponyme de la dynastie des souverains de l'île.
Toutefois, cette version de l'origine du royaume de l'île de Wight ne correspond probablement pas à la réalité. En effet, le nom Wihtgarabyrg ne dérive pas du nom Wihtgar : il signifie simplement « forteresse des habitants de l'île de Wight », le nom même de Wight étant antérieur à la période anglo-saxonne. De là à penser que Wihtgar n'est qu'un personnage imaginaire, il n'y a qu'un pas. Par ailleurs, Bède le Vénérable indique que les colons installés sur l'île n'étaient pas des Saxons, mais des Jutes, et des fouilles archéologiques menées sur l'île témoignent effectivement d'une forte influence du puissant royaume jute du Kent. Il semble peu plausible que le royaume des Saxons de l'Ouest soit né dans une région colonisée par les Jutes.
La colonisation jute s'étend également, selon Bède, sur la côte de l'actuel Hampshire, de l'autre côté du Solent. Il est possible que cette région ait été une dépendance du royaume de l'île de Wight.

## Annexion
L'île de Wight ne réapparaît dans la Chronique anglo-saxonne qu'en 661, lorsque le roi Wulfhere de Mercie conquiert l'île. Il l'offre ensuite à son filleul Æthelwalh de Sussex. Elle ne tarde pas à changer à nouveau de mains : vers 685, le prince de Wessex Cædwalla et son frère Mul attaquent le Sussex, tuent Æthelwalh et dévastent l'île de Wight. L'année suivante, Cædwalla, devenu roi du Wessex, lance une nouvelle attaque vers l'est et ravage à nouveau l'île, qu'il annexe pour de bon à son royaume.
Bède fait le récit de la conquête de l'île de Wight par Cædwalla dans son Histoire ecclésiastique du peuple anglais. Elle s'accompagne d'un massacre en règle de ses habitants, encore païens à cette époque. Le dernier roi autochtone de l'île, Arwald ou Atwald, est tué ; ses deux jeunes frères tentent de s'enfuir, mais ils sont capturés et exécutés, non sans avoir été convertis à la foi chrétienne avant cela. Cependant, Bède rapporte que Cædwalla a été blessé durant la campagne, ce qui indique peut-être que la conquête ne s'est pas faite sans mal. L'historien D. P. Kirby propose d'expliquer la violence particulière de cette campagne comme une réaction aux bonnes relations qu'aurait pu entretenir Arwald ou ses prédécesseurs avec Wulfhere.
Une fois la conquête achevée, Cædwalla fait don d'un quart de l'île à l'évêque Wilfrid d'York pour qu'il participe à son évangélisation. En effet, bien que lui-même soit païen, il avait promis de donner un quart de ses conquêtes et tout le butin pris à l'Église si ses entreprises étaient couronnées de succès. L'île est ensuite rattachée au diocèse de l'évêque de Winchester.